# Jacques Fesch
Jacques Fesch (* 6. April 1930 in Saint-Germain-en-Laye; † 1. Oktober 1957 in La Santé) wurde 1957 für einen Raubüberfall, bei dem er einen Polizisten erschossen hatte, zum Tod verurteilt und hingerichtet. In den drei Jahren seines Gefängnisaufenthalts bis zur Vollstreckung der Todesstrafe fand Fesch nach eigenen Angaben zum christlichen Glauben zurück. 36 Jahre nach seiner Hinrichtung eröffnete der damalige Kardinal und Erzbischof von Paris, Jean-Marie Lustiger, ein Seligsprechungsverfahren für ihn.

## Familie und Bildung
Jacques Fesch war der Sohn eines vermögenden Bankiers aus Belgien. Zu den Vorfahren dieser Familie könnten auch Vorfahren von Kardinal Joseph Fesch, einem Onkel von Napoleon Bonaparte zählen. Obwohl eine Abstammung von Kardinal Fesch in wenigen Veröffentlichungen kolportiert wird, ist sie nicht nachgewiesen und erscheint wegen kollidierender biographischer Fakten als unmöglich. Von 1938 bis 1947 erhielt Fesch seine Schulausbildung an der Ecole Saint-Erembert und später am  Lycée Claude Debussy in Paris. Von 1950 bis 1951 leistete er seinen Militärdienst bei den Französischen Streitkräften in Deutschland.
1951 heiratete Fesch Pierrette Polack und wurde Vater einer Tochter, Veronique. Später gab er seine Arbeit in der Bank des Vaters auf und verließ seine Frau wegen einer anderen, mit der er einen Sohn namens Gérard hatte. Sein Traum war eine Reise mit einem Boot in den Südpazifik. Seine vermögenden Eltern weigerten sich aber, ihm eine solche Reise zu finanzieren.

## Überfall, Prozess und Hinrichtung
Am 24. Februar 1954 überfiel Fesch die Wechselstube von Alexandre Silberstein in Paris. Silberstein wehrte sich und alarmierte die Polizei. Fesch schoss wild um sich und tötete dabei den Polizisten Jean Vergne. Er konnte zwar zunächst in die Metro entkommen, wurde dort aber von der Polizei verhaftet. Am 6. April 1957 verurteilte ihn ein Pariser Gericht zum Tod durch die Guillotine. Am 1. Oktober 1957 wurde er im Gefängnishof von Santé vom Scharfrichter André Obrecht hingerichtet und auf dem alten Friedhof von Saint-Germain-en-Laye beigesetzt.

## Beantragte Seligsprechung
In den drei Jahren seines Gefängnisaufenthalts bis zur Vollstreckung der Todesstrafe verfasste Jacques Fesch mystische Schriften. Im Gefängnis versöhnte er sich mit seiner Familie und heiratete am Tag vor seiner Enthauptung seine Frau kirchlich. Sein letzter Tagebucheintrag endete mit den Worten: In fünf Stunden werde ich Jesus Christus sehen.
Seit seinem Tod wird Fesch von manchen Katholiken als ein Beispiel für die Erlösung durch die christliche Religion betrachtet. Seine Witwe und seine Tochter Veronique verwalten den Nachlass seiner Schriften, die er in seiner Gefängniszeit schrieb. Mit ihrer Zustimmung bearbeiteten Pater Augustin-Michel Lemonnier, die Karmelitin Schwester Veronika und Pater Giacomo Maria Medica SDB Feschs literarischen Nachlass. In den 1970er Jahren wurden Feschs Schriften erstmals veröffentlicht und seither öfter neu aufgelegt und in viele Sprachen übersetzt. Am 21. September 1987 reichte seine Witwe Schriften und Petitionen beim Erzbischof von Paris ein, um ein Seligsprechungsverfahren einleiten zu lassen. Dieses Verfahren eröffnete Jean-Marie Lustiger im Dezember 1993.

## Auf der Bühne und im Film
Die Geschichte seiner Konversion wurde in Frankreich zweimal verfilmt: Le glaive et la balance (1989) und Retour en grâce (1995).
2009 wurde in Paris ein Theaterstück unter der Regie von Maria Blanco uraufgeführt, das seine Konversion zum Thema hat. Den Jacques spielte Alain Sportiello.

## Werke
- Jacques Fesch: Lumière sur l’échafaud ; suivi de Cellule 18 : lettres de prison de Jacques Fesch, guillotiné le 1er octobre 1957 à 27 ans. In: Éditions Ouvrières. Paris 1991, ISBN 2-7082-2833-1.
  - englisch: Light over the Scaffold and Cell 18: The Prison Letters of Jacques Fesch. Alba House, New York 1996, ISBN 0-8189-0750-9.
  - deutsch: Augustin-Michel Lemonnier (Hrsg.): Du nimmst mich an: Briefe aus d. Todeszelle. Vorwort von Michel Quoist. 2. Auflage. Herder, Freiburg 1975, ISBN 3-451-17086-8.
  - weitere Übersetzungen ins Polnische, Slowenische und Spanische
- Jacques Fesch: Dans 5 heures je verrai Jésus!: Journal de prison. 3. Auflage. Fayard – Le Sarment, 1998, ISBN 2-86679-168-1.